# Jan Lloyd
Jan Lloyd (ur. ?, zm. 22 lipca 1679 w Cardiff) – święty Kościoła katolickiego, walijski kapłan diecezjalny, męczennik, ofiara prześladowań antykatolickich.
Był Walijczykiem, ale wykształcenie zdobył w Valladolid, gdzie w 1653 roku otrzymał święcenia kapłańskie. Przez dwadzieścia lat prowadził działalność duszpasterską w rodzinnej Walii.  
Aresztowany został 20 listopada 1678 roku w domu Christophera Turberville. Trafił do lochów zamku Cardiff razem z Filipem Evansem. Skazany na śmierć przez na powieszenie, wybebeszenie i poćwiartowanie za sprawowanie eucharystii co było niezgodne z obowiązującym prawem. W pamięci pozostał jego spokój z jakim poddał się wyrokowi.
Jan Lloyd jest patronem kościoła St John Lloyd RC Church i szkoły St John Lloyd R.C Primary School w Cardiff. W Kościele katolickim wspominany jest 25 grudnia.
Kanonizowany w grupie Czterdziestu męczenników Anglii i Walii przez Pawła VI 25 października 1970 roku.